# Dawid I Wielki Komnen
Dawid I Komnen (gr. Δαβίδ Κομνηνός – Davidos Komnenos, łac. David Comnenus) (ur. 1184, zm. 1214) – cesarz Trapezuntu w latach 1204–1214. Syn Manuela Komnena, wnuk Andronika I Komnena – cesarza bizantyjskiego. Wraz z bratem Aleksym Komnenem założył Cesarstwo Trapezuntu.

## Życiorys
Po utracie władzy przez dziadka w 1185 wychowywał się na dworze gruzińskiej królowej Tamary. Przy jej pomocy, razem z Aleksym, opanował w 1204 roku Trapezunt. Jego zamiarem było opanowanie całej bizantyjskiej Azji Mniejszej wobec czego skierował swoją ekspansję w kierunku zachodnim zdobywając między innymi Kerasunt, Synopę i Herakleę Pontyjską. Tutaj zetknął się z siłami cesarstwa nicejskiego, które uniemożliwiły mu zajęcie Nikomedii. Ostatecznie przyjęto za punkt graniczny pomiędzy cesarstwem Nikei a Trapezuntu Herakleę Pontyjską.
Według greckiego historyka Niketasa Choniatesa Dawid i Aleksy podzielili się władzą. Aleksy rządził w Poncie na wschód od Synopy zaś Dawid w Paflagonii. Władca ten zamierzał rozciągnąć swoje panowanie dalej na zachód jednakże zmarł w 1214 broniąc Synopy przed Turkami.